# Kanton Hausberge
Der Kanton Hausberge war eine Verwaltungseinheit im Königreich Westphalen, die von 1807 bis 1813 bestand und durch das Königliche Decret vom 24. Dezember 1807 gebildet wurde. Von 1807 bis 1811 gehörte der Kanton zum Distrikt Minden im Departement der Weser. Am 10. Mai 1811 wurde er aus diesem herausgelöst und kam zum neuen Distrikt Rinteln im Departement der Leine, wo er am 20. November 1812 bestätigt und seine Gemeinden neu geordnet wurden.
Die Orte des Kantons gehörten fast ausnahmslos bis 1807 zum Fürstentum Minden und kamen nach der Franzosenzeit zum Kreis Minden in der preußischen Provinz Westfalen. Todenmann und Schermbeck gehörten vor und nach der Franzosenzeit zur hessischen Grafschaft Schaumburg.

## Gemeinden
- Hausberge
- Holzhausen, Costedt, Amorkamp und Rothenhoff
- Vennebeck, Möllbergen, Holtrup mit Vössen, Uffeln, Nammen, Kleinenbremen, Wülpke, Lerbeck, Meißen, Neesen und Schermbeck und Todenmann, Veltheim, Eisbergen, Fülme und Lohfeld

ab 1812
- Hausberge
- Holzhausen mit Gut Amorkamp, Weiler Costedt und Meierei Rothenhoff
- Vennebeck und Möllbergen
- Holtrup mit Vössen mit Schäferei, Buntehof und Uffeln
- Eisbergen, Fülme und Todenmann
- Lohfeld und Landgut Schierholz (neu)
- Veltheim
- Lerbeck, Meierei Meißen und Neesen
- Nammen
- Kleinenbremen mit Wülpke, Weiler Schermbeck und Landgut Bünte